# Hokej na ledu na Zimskih olimpijskih igrah 2014
Hokej na ledu na Zimskih olimpijskih igrah 2014. V moški konkurenci je deveti naslov olimpijskega prvaka osvojila kanadska reprezentanca, srebrno medaljo švedska, bron pa finska, slovenska reprezentanca je v prvem olimpijskem nastopu osvojila sedmo mesto. V ženski konkurenci je olimpijski naslov prav tako osvojila kanadska reprezentanca, srebrno medaljo ameriška, bron pa švicarska.

## Dobitniki medalj
| Tekma  | Zlato | Srebro | Bron |
| moški  | Kanada Roberto Luongo Duncan Keith Dan Hamhuis Shea Weber Drew Doughty Matt Duchene Patrick Sharp Patrick Marleau Chris Kunitz Ryan Getzlaf Jonathan Toews Jay Bouwmeester John Tavares Jamie Benn Corey Perry Martin St. Louis Alex Pietrangelo Carey Price Patrice Bergeron Mike Smith Marc-Édouard Vlasic Rick Nash P. K. Subban Jeff Carter Sidney Crosby                                                    | Švedska Jhonas Enroth Oliver Ekman-Larsson Niklas Hjalmarsson Henrik Tallinder Daniel Alfredsson Patrik Berglund Marcus Krüger Jakob Silfverberg Nicklas Bäckström Alexander Steen Loui Eriksson Daniel Sedin Alexander Edler Johnny Oduya Henrik Lundqvist Henrik Zetterberg Gustav Nyquist Jimmie Ericsson Jonas Gustavsson Jonathan Ericsson Niklas Kronwall Carl Hagelin Erik Karlsson Marcus Johansson Gabriel Landeskog | Finska Juhamatti Aaltonen Aleksander Barkov Mikael Granlund Juuso Hietanen Jarkko Immonen Jussi Jokinen Olli Jokinen Leo Komarov Sami Lepistö Petri Kontiola Lauri Korpikoski Lasse Kukkonen Jori Lehterä Kari Lehtonen Olli Määttä Antti Niemi Antti Pihlström Tuukka Rask Tuomo Ruutu Sakari Salminen Sami Salo Teemu Selänne Kimmo Timonen Ossi Väänänen Sami Vatanen |
| ženske | Kanada · Meghan Agosta-Marciano · Gillian Apps · Mélodie Daoust · Laura Fortino · Jayna Hefford · Haley Irwin · Brianne Jenner · Rebecca Johnston · Charline Labonté · Geneviève Lacasse · Jocelyne Larocque · Meaghan Mikkelson-Reid · Caroline Ouellette · Marie-Philip Poulin · Lauriane Rougeau · Natalie Spooner · Shannon Szabados · Jenn Wakefield · Catherine Ward · Tara Watchorn · Hayley Wickenheiser | ZDA · Kacey Bellamy · Megan Bozek · Alexandra Carpenter · Julie Chu · Kendall Coyne · Brianna Decker · Meghan Duggan · Lyndsey Fry · Amanda Kessel · Hilary Knight · Jocelyne Lamoureux · Monique Lamoureux-Kolls · Gisele Marvin · Brianne McLaughlin · Michelle Picard · Josephine Pucci · Molly Schaus · Anne Schleper · Kelli Stack · Lee Stecklein · Jessie Vetter                                                       | Švica · Janine Alder · Livia Altmann · Sophie Anthamatten · Laura Benz · Sara Benz · Nicole Bullo · Romy Eggimann · Sarah Forster · Angela Frautschi · Jessica Lutz · Julia Marty · Stefany Marty · Alina Müller · Katrin Nabholz · Evelina Raselli · Florence Schelling · Lara Stalder · Phoebe Stanz · Anja Stiefel · Nina Waidacher                                   |